# Megafenestra aurita
Megafenestra aurita är en kräftdjursart som först beskrevs av Fischer 1849.  Megafenestra aurita ingår i släktet Megafenestra, och familjen Daphniidae. Arten är reproducerande i Sverige.